# Holt (Canberra)
 (mars 2023).
Si vous disposez d'ouvrages ou d'articles de référence ou si vous connaissez des sites web de qualité traitant du thème abordé ici, merci de compléter l'article en donnant les références utiles à sa vérifiabilité et en les liant à la section « Notes et références ».
Pour les articles homonymes, voir Holt.
Holt (code postal : ACT 2615) est un quartier de l'arrondissement de Belconnen, à Canberra la capitale fédérale de l'Australie. Il doit son nom à Harold Holt, un ancien Premier ministre.
Les rues du quartier portent des noms de sportifs australiens.

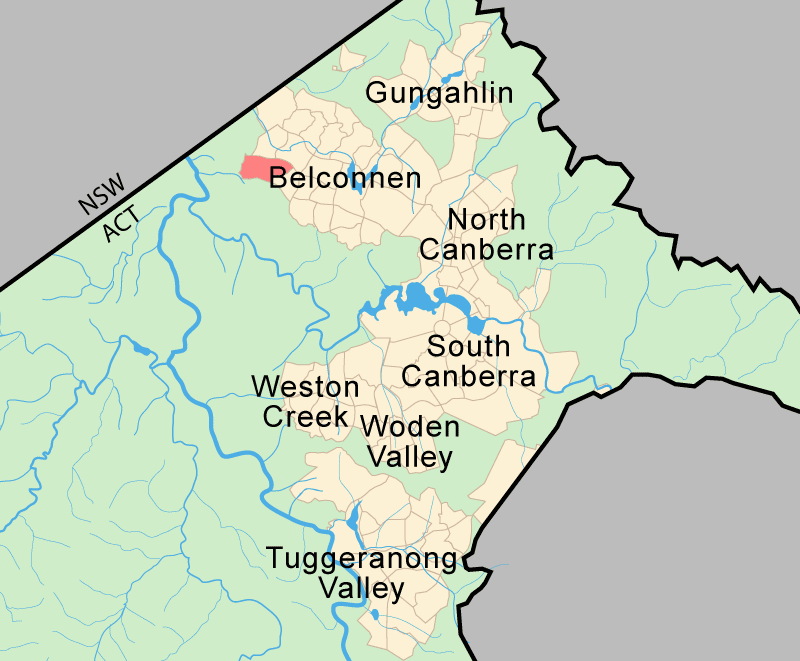
Holt (en rose) sur la carte de Canberra.

Le quartier comptait 4 609 habitants en 2006.